# Seixas (Vila Nova de Foz Côa)
Seixas is een plaats (freguesia) in de Portugese gemeente Vila Nova de Foz Côa en telt 357 inwoners (2001).